# Persisterende foramen ovale
 Denne artikel bør gennemlæses af en person med fagkendskab for at sikre den faglige korrekthed.

Persisterende foramen ovale (forkortet PFO) er åbning i skillevæggen imellem hjertets forkamre, som er medfødt.
Oftest opdages det ved, at der ikke er andre årsager til en venetrombose (blodprop). Hjertet undersøges så, og opfte viser der sig denne åbning.
Indgrebet foretages i lysken eller hånden og udføres ambulant.